# Kreta-Ahorn

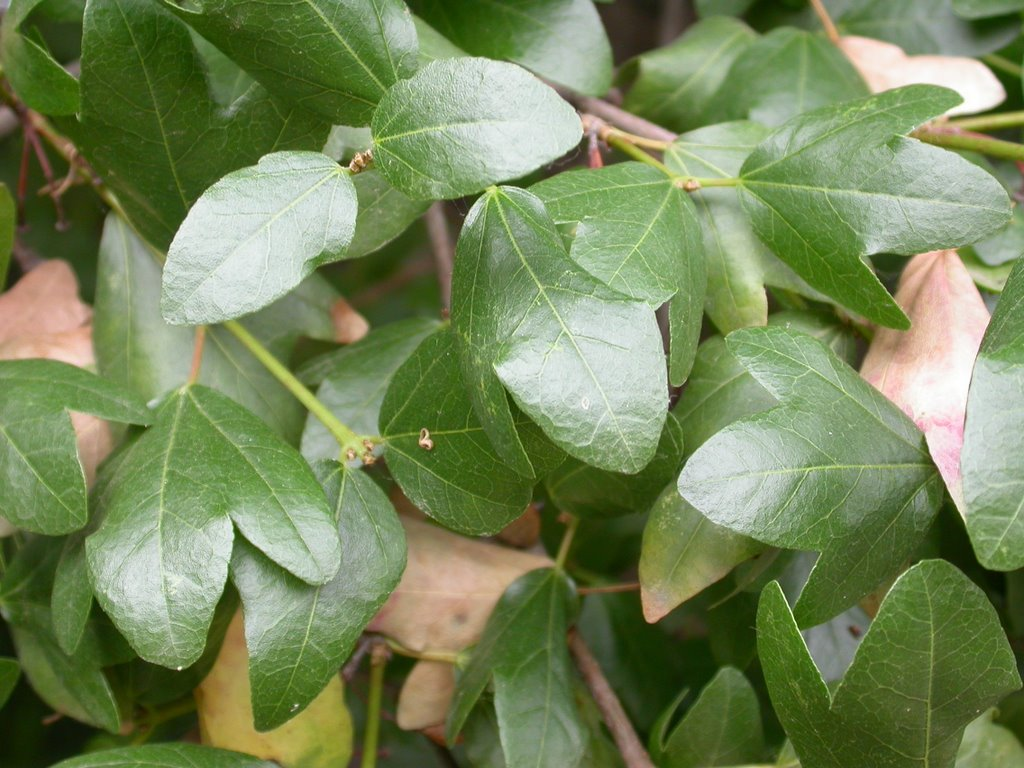
Blätter

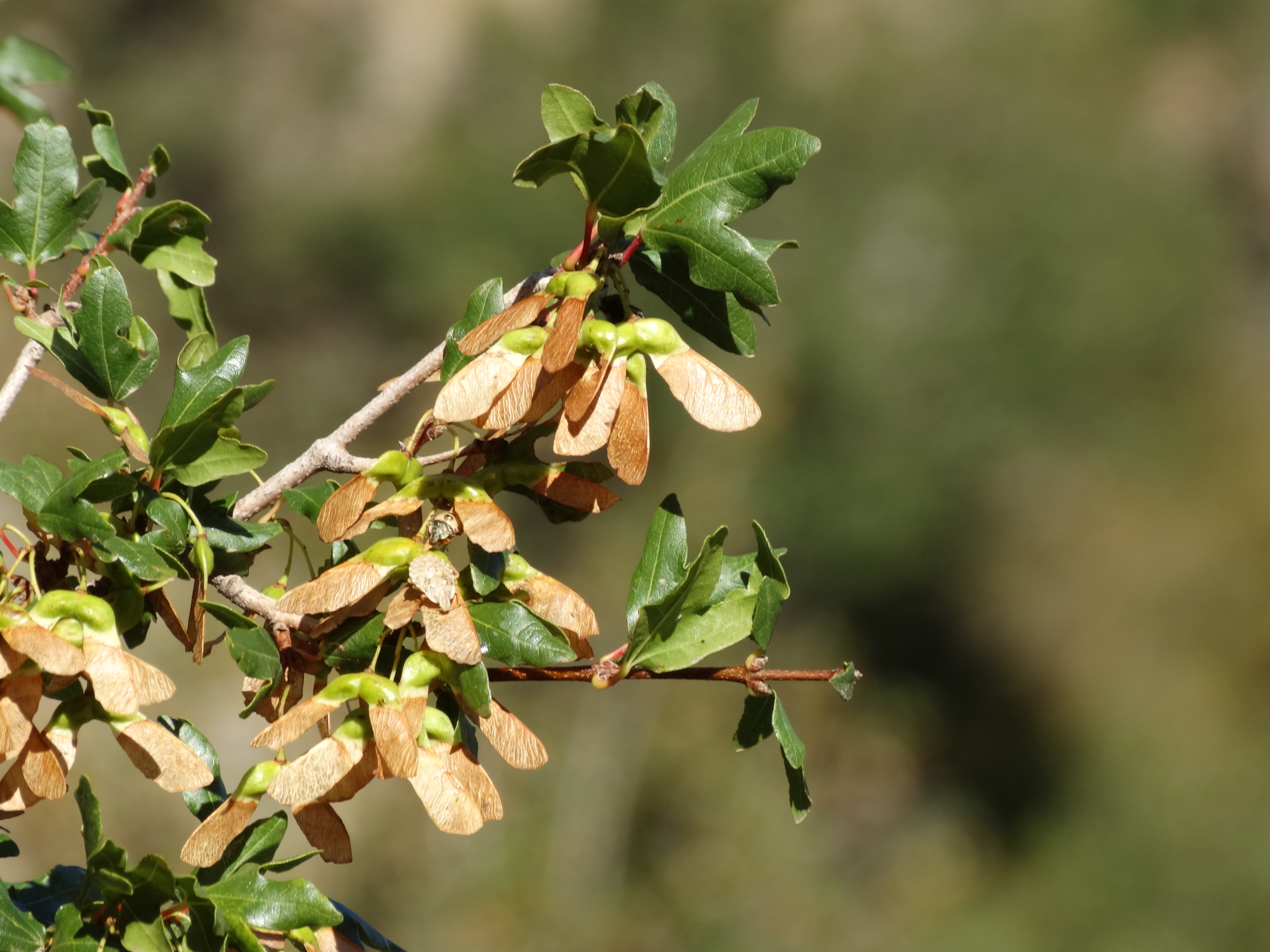
Fruchtstand

Der Kreta-Ahorn (Acer sempervirens) ist eine Pflanzenart aus der Gattung der Ahorne (Acer) innerhalb der Familie der Seifenbaumgewächse (Sapindaceae).

## Beschreibung

### Vegetative Merkmale
Der Kreta-Ahorn ist ein laubabwerfender oder halbimmergrüner Baum der eine Wuchshöhe von 8 bis 10 (unter günstigen Bedingungen bis zu 16) Metern erreicht, unter Viehverbiss oft nur ein niedriger Strauch bleibt. Der Stammdurchmesser erreicht über 50 Zentimeter. Die Rinde ist dunkelgrau mit hellbraunen Rissen.
Die gegenständig an den Zweigen angeordneten Laubblätter sind in Blattstiel und -spreite gegliedert. Der Blattstiel ist nur 0,5 bis 1,5 Zentimeter lang. Die lederige und spitze bis stumpfe Blattspreite ist bei einer Länge von 2 bis 5 Zentimetern oft dreilappig, vor allem bei verbissenen Exemplaren oft aber ungelappt oder unregelmäßig gelappt. Sie sind kahl und die Blattoberseite ist glänzend dunkelgrün, die unterseite etwas heller.

### Generative Merkmale
Der Kreta-Ahorn ist einhäusig monözisch. Etwa fünf Blüten sind fast sitzend in einem endständigen, anfangs aufrechten, später hängenden schirmtraubigen Blütenstand angeordnet. Die kleinen, gestielten und funktionell eingeschlechtlichen, fünfzähligen Blüten sind radiärsymmetrisch mit doppelter Blütenhülle und grünlich-gelb. Die Petalen sind etwas kürzer als die Sepalen. Bei männlichen Blüten ist ein Pistillode sowie bis zu 8 leicht vorstehende, schlanke Staubblätter vorhanden und bei weiblichen Blüten sind Staminodien mit Antheroden vorhanden. Die Narbenäste sind weißlich bis grünlich und der oberständige, abgeflachte Fruchtknoten ist kahl. Es ist jeweils ein Diskus vorhanden.
Die Spaltfrüchte oder zweiteiligen Flügelnüsse haben parallele bis leicht überlappende oder spitzwinkelig spreizende Flügel. Die einsamigen Teilfrüchte sind bis 3 Zentimeter lang.

## Systematik
Die Erstveröffentlichung von Acer sempervirens erfolgte 1767 durch Carl von Linné in Mantissa Plantarum, S. 128. Synonyme für Acer sempervirens L. sind Acer creticum auct. non L., Acer orientale auct. non L. sowie Acer heterophyllum Willd. Das neue Typusmaterial hat N. J. Turland in Linnaeus's interpretation of Prospero Alpino's De plantis exoticis, with special emphasis on the flora of Crete. in Bull. Nat. Hist. Mus. London, Bot., Volume 25, Issue 2, 1995, S. 128 festglegt.
Die Art Acer sempervirens gehört zur Serie Monspessulana in der Untergattung Acer innerhalb der Gattung Acer.

## Vorkommen
Der Kreta-Ahorn ist schwerpunktmäßig in Griechenland im Bereich der Ägäis verbreitet. Auf dem Festland kommt er nur im südlichen und mittleren Peloponnes vor. Auf den ägäischen Inseln reicht seine Verbreitung von Samothrake im Norden über die Nördlichen Sporaden, Euböa, Chios und die Kykladen bis nach Kreta. In Anatolien gibt es vereinzelte Fundorte in den Gebirgen an der Ägäisküste. Entlang der türkischen Südküste gibt es Fundorte bis Antalya.
Der Kreta-Ahorn kommt auf Kreta in den Bergwäldern der Kalkgebirge in Höhenlagen von 800 bis 1500 Metern vor. In feuchten oder schattigen Lagen, z. B. in Schluchten, an Bächen und an Nordhängen sowie generell auf kleineren Inseln kommt Acer sempervirens in wesentlich tieferen Höhenlagen vor. Im Norden ihres Verbreitungsgebietes reicht Acer sempervirens nur bis in Höhenlagen von 900 Metern.